# Koïchiro Matsuura
Koichiro Matsuura (松浦 晃一郎, Matsuura Kōichirō; Shimaji, 29 september 1937) is een Japans diplomaat.
Van 1994 tot 1999 was hij de ambassadeur van Japan in Parijs voor Frankrijk, Andorra en Djibouti. Van 1998 tot 1999 was hij voorzitter van het Werelderfgoedcomité en tussen 1999 en 2009 was hij directeur-generaal van de UNESCO. Hij werd opgevolgd door Irina Bokova.
Sinds 1990 schreef hij meerdere werken met het thema diplomatie, milieubescherming en politiek.
- Bibliothèque nationale de France: cb12549238j (data)
- Catàleg d'autoritats de noms i títols de Catalunya: 981058509965306706
- CiNii: DA04339577
- Gemeinsame Normdatei: 129692263
- International Standard Name Identifier: 0000 0001 2118 2876
- Library of Congress Control Number: n88197094
- Nationale Bibliotheek van Letland: 000077402
- Bibliotheek van het Japanse parlement: 00322825
- Nationale Bibliotheek van Tsjechië: jn20010602100
- Nationale Bibliotheek van Israël: 987007434151205171
- Nationale Bibliotheek van Polen: a0000001195722
- Nederlandse Thesaurus van Auteursnamen: 329030973
- Système universitaire de documentation: 03477324X
- Virtual International Authority File: 3559623
- WorldCat: E39PBJk4CC4fWdpHg6x7WcDpfq